# Гиперзвуковое оружие
Гиперзвуково́е ору́жие — ракетное оружие, способное осуществлять полёт в атмосфере с гиперзвуковой скоростью (большей или равной 5 М или 6000 км/ч или 1,6 км/сек) и маневрировать с использованием аэродинамических сил. Такая ракета сочетает в себе достоинства баллистических и крылатых ракет.

## История
Первые идеи создания гиперзвукового планера появились ещё во время Второй мировой войны: проект Зильберфогеля, предложенный австрийским учёным Ойгеном Зенгером, должен был быть способен наносить удары по территории США. Однако этот проект не был реализован.
Разработки гиперзвукового оружия продолжались и после окончания Второй мировой войны. Так, в США на проект гиперзвукового планера Dyna-Soar X-20 было потрачено около $5 млрд (в ценах 2020 года).
Ранее разрабатывался ряд проектов экспериментальных и боевых крылатых (например, Х-90 в СССР) и некрылатых (например, Х-45 в СССР) ракет, достигающих гиперзвуковых скоростей.
Однако эти разработки уступили баллистическим ракетам, интерес к созданию нового гиперзвукового оружия возродился только в начале 2000-х годов.

## Разработки России
28 июня 2015 года издание Washington Free Beacon опубликовало информацию о разработке и испытании в России гиперзвукового боевого блока Ю-71 (4202) — первоначально боевой блок МБР «Сармат», вылившийся в самостоятельный проект (скорость до 11 Махов).
Гиперзвуковой противокорабельный авиационно-ракетный комплекс «Кинжал», базирующийся на самолётах МИГ-31К, принят на опытное вооружение с 1 декабря 2017 года.
В декабре 2019 года первый полк, вооружённый ракетными комплексами стратегического назначения с гиперзвуковым планирующим крылатым боевым блоком «Авангард», заступил на боевое дежурство.
Испытывается гиперзвуковая противокорабельная крылатая ракета «Циркон» «НПО машиностроения».
Ракеты ОТРК «Искандер» также достигают скорости 6 Махов.
Ракета комплекса Д-30 «Булава» также является гиперзвуковой, так как в ней реализовано маневрирование как на разгонном участке траектории, так и каждой боеголовки в отдельности, а полёт идёт не в космосе, а по настильной траектории.
28 июля 2022 года Newsweek со ссылкой на российские военные источники сообщил, что испытания крылатой ракеты 3М22 «Циркон» завершены и что она будет развернута на вооружении ВМФ России на несколько месяцев раньше запланированного срока в сентябре 2022 года.
«Змеевик» — баллистическая ракета с гиперзвуковым оснащением разрабатывается в интересах ВМФ России («Она будет предназначена для поражения крупных надводных целей, в первую очередь — авианосцев» и разрабатывается уже достаточно давно); проект приостановлен в 2023 г.
С 2018 года в России обвинили в госизмене более 10 работавших в области гиперзвука ученых-физиков.

## Разработки США
США занимаются разработкой гиперзвукового оружия с конца 1980-х годов, однако работы над его созданием были значительно ускорены после того, как в марте 2018 года президент России В. Путин объявил о создании и успешном испытании гиперзвукового планера «Авангард»:
- Проект DARPA Falcon HTV-2 планирующего гиперзвукового УББ — первое испытание в апреле 2010 года, второе в августе 2011 года; оба они завершились неудачей.
- Гиперзвуковая крылатая ракета X-51 Waverider — первое испытание 26 мая 2010 года.
- Планирующий гиперзвуковой УББ проекта AHW (Advanced Hypersonic Weapon) — два испытания (в ноябре 2011 и августе 2014 года, второе неудачно).

HCSW (Hypersonic Conventional Strike Weapon, «неядерное гиперзвуковое наступательное оружие») — проект гиперзвуковой крылатой ракеты, носителями которой рассматривались несколько типов бомбардировщиков и истребителей. В начале 2020 года ВВС США закрыли проект; компания Lockheed Martin, занимавшаяся проектом, защитила его, после чего все работы были свёрнуты; по заявлению военных, поводом для закрытия проекта стала нехватка финансирования на реализацию всех проектов разработки гиперзвукового оружия.
Программа TBG (Tactical Boost Glide). 

С ней конкурирует другая программа гиперзвукового оружия — HAWC (Hypersonic Air-breathing Weapon Concept) со скоростью до 10 М.
3 сентября 2020 года Пентагон опубликовал сообщение об успешном проведении испытаний, в рамках программа HAWC, прототипа гиперзвуковых крылатых ракет. Огневые испытания начнутся, согласно отчёту Счётной палаты США от 03.06.2020, в 2021 году.
Попытка первого запуска прототипа гиперзвуковой ракеты, создаваемой в рамках программы HAWC, в декабре 2020 закончилась неудачей; первое успешное испытание прошло в январе 2023.
Компания Lockheed Martin начала вторую, параллельную, программу разработок гиперзвукового оружия, которая называется Operational Fires (OpFires); контроль и финансирование с начала 2020 года осуществляет DARPA. OpFires — это армейская концепция, в которой наземная мобильная установка типа HIMARS, несущая ракету средней дальности, может разворачиваться с марша до пусковой готовности за несколько минут. 
В октябре 2021 Пентагон впервые пытался испытать неназванное гиперзвуковое оружие большой дальности, но попытка запуска его с Аляски обернулась провалом; подробности неудавшегося испытания впоследствии так и не были оглашены.
В сентябре 2020 года США официально признали отставание в гиперзвуковой гонке от России и Китая.
При этом, глава Стратегического командования ВС США адмирал Чарльз Ричард назвал 2020 год «поворотным» в разработке и развёртывании нового типа вооружения; Пентагон запросил у Конгресса США на 2020 финансовый год 2,6 млрд долл. на исследование и разработку гиперзвукового оружия наземного, морского и воздушного базирования.
25 августа 2021 года аналитики Исследовательской службы Конгресса США опубликовали обновлённый доклад «Гиперзвуковое оружие: Справочная информация и вопросы для Конгресса». Аналитики признали отставание в разработке американского гиперзвукового оружия — у американских военных на вооружении нет ни одной системы гиперзвукового оружия. Согласно докладу, первыми гиперзвуковое оружие получат Военно-воздушные силы США — в 2022 финансовом году должны быть развёрнуты ракеты AGM-183 ARRW (принятие AGM-183 переносилось уже несколько раз, начиная с 2019 года ежегодно на год вперёд).
В конце 2022 г. концерн Raytheon получил контракт стоимостью почти миллиард долларов на разработку и испытание гиперзвуковой крылатой ракеты воздушного базирования HACM (Hypersonic Attack Cruise Missile), его дальность неизвестна, но подчёркивается, что она превзойдёт по этому показателю самые дальнобойные системы ПВО России и Китая, в качестве основных носителей HACM рассматриваются самолёты тактической авиации, главным образом истребители; ожидается, что перспективный боеприпас поступит на вооружение ВВС в 2027 г.
AGM-183A ARRW 

AGM-183A (ARRW) — перспективная гиперзвуковая крылатая ракета с воздушно-реактивным двигателем разработки Локхид-Мартин, с заявленной скоростью до 17 Махов и дальностью 900 километров (ARRW, предположительно, представляет собой TBG, оснащенный ГПВРД).
 Запуск ARRW в производство намечался в 2022 г. (будет перенесён скорее всего на 2023 г.); размещаться будут на стратегических бомбардировщиках B-52 и истребителях F-15.
LRHW (Long Range Hypersonic Weapon) 

Система состоит из большого ракетного ускорителя (твердотопливная ракета наземного базирования AUR (All-Up-Round) в транспортно-пусковом контейнере), который несет в носовом обтекателе безмоторную гиперзвуковую планирующую БЧ  (C-HGB, Common Hypersonic Glide Body, «гиперзвуковой планирующий блок»; проектируется для уничтожения системы ПВО противника). По сообщениям Пентагона — C-HGB сумеет достичь как минимум 5 Махов. Как только ракета-носитель достигает значительной высоты и скорости, она выпускает C-HGB, который планирует с гиперзвуковой скоростью, снижаясь к своей цели. Дальность, как пишет издание Breaking Defense, ссылаясь на представителя армии США, превысит 2775 километров. Разрабатывается также мобильная пусковая установка и подвижный командный пункт батареи. 

Lockheed Martin строит ракету-носитель, а также соберет ракету и пусковое оборудование; Dynetics — планирующий боевой блок.
Первые тесты прототипов системы (гиперзвукового планирующего блока C-HGB комплекса) начинались в 2017 году; все три(два?) запуска закончились неудачей. 

19 марта 2020 года C-HGB был успешно испытан, в ходе лётного эксперимента на Гавайях; испытание проходило под совместным контролем ВМС и Сухопутных сил США.

Предполагается, что LRHW будет принята на вооружение всеми родами войск американской армии.
Сухопутные войска США могут получить прототип комплекса LRHW в 2023 финансовом году. Развёртывание батарей намечается в 2023 году, а к 2024 финансовому году программу планируют завершить. 

7 октября 2021 года 5-й батальон 3-го полка полевой артиллерии 17-й бригады армии США получили, как сообщило Управление по связям с общественностью Объединённой базы Льюис-Маккорд, первое гиперзвуковое оружие большой дальности мобильного базирования — пусковые установки LRHW (Dark Eagle), речь идёт о прототипе с высоким уровнем готовности.
Существует корабельный варианта LRHW в ВМС США — программа Conventional Prompt Strike (CPS, «мгновенный конвенционный удар»). Это изделие, как заявили в командовании американского флота, позволит военным поражать любую цель на планете менее чем через час после получения соответствующего приказа.
Первые образцы комплекса CPS ВМС США должны получить в 2025 финансовом году, на подводных лодках класса «Огайо», а к 2028 году CPS оснастят атомные подводные лодки класса «Вирджиния» Block V.
Кроме официально раскрытых Пентагоном программ, существуют минимум два закрытых проекта, о которых широкой общественности известны лишь аббревиатуры. Речь идет о HACM, которая может расшифровываться как Hypersonic Advanced (либо Air-Breathing или Air-Launched) Conventional (либо Capability или Concept) Missile, и HCCW, которую можно понимать как Hypersonic Counter-Cruise Weapon.
По сообщению Newsweek, существуют опасения, что США отстают от России и Китая в разработке этих видов вооружений.
Соединенные Штаты пытаются ликвидировать отставание от России в гиперзвуковой сфере огромными финансовыми вливаниями — одновременно разрабатываются 9 программ, на которые ежегодно выделяется 140 миллиардов долларов (это больше, чем тратят на гиперзвук все остальные страны, им занимающиеся).

## Разработки КНР
В конце 2013 года было принято решение о строительстве в КНР аэродинамической трубы FL-63 диаметром около 0,5 метра, которая позволяет имитировать полёт со скоростью, в 8 раз превышающую скорость звука. В начале 2020-х строится труба JF-22, где можно имитировать полёт со скоростью 30 Махов.
В январе 2014 года стало известно об испытаниях Китаем гиперзвукового боевого блока WU-14, имеющего скорость до 10 Махов.
В 2015 году Китай провёл четыре испытания летательного аппарата, движущегося со скоростью более 11 тысяч км в час.
Испытания в 2018 году Китаем гиперзвуковых боевых блоков, которые запускались с воздушного шара.
В 2019 году проведено испытание гиперзвуковой крылатой ракеты с ПВРД, вероятно, речь идёт о прототипе Jia Geng No. 1. Она входит по габаритам в пусковые ячейки эсминцев ВМФ КНР типов 055 и 052D, но при условии, что будут складываться её крылья, достигающие в размахе 2,5 метров.
Носители гиперзвукового боевого блока (глайдера) DF-ZF (ранее известен как WU-14):
- Дунфэн 17 (Dongfeng-17, DF-17) — баллистическая ракета средней дальности, твердотопливный ускоритель баллистической ракеты DF-16B с боевым блоком DF-ZF. Как заявляют эксперты, DF-17 способна развивать скорость в 5—10 чисел Маха, её дальность составляет 1800—2500 километров, в ней используется разделяющаяся головная часть с блоками индивидуального наведения. Ракета может быть оснащена как обычными, так и ядерными боеголовками. Первые совместные лётные испытания ракеты и гиперзвукового блока состоялись в ноябре 2017 года. Впервые публике продемонстрирована 1 октября 2019 года.
- Дунфэн 26 — мобильная твердотопливная баллистическая ракета. Несёт боевую часть 1200—1800 кг на дальность до 5000 км с точностью до 100 метров.
- Дунфэн 31[49][50]

## Прочие

### КНДР
Первые сообщения о проведении испытаний гиперзвуковой ракеты Северной Кореей появились 29 сентября 2021 года (по информации южнокорейского ИА «Рёнхап», северяне запустили ракету с наименованием Hwasong-8 («Хвасон-8»), она развила скорость около 3 Махов), в 2022 году государственное информационное агентство Северной Кореи ЦТАК сообщило, что 5 января проведён второй запуск, а 11 января — об успешном третьем пуске гиперзвуковой ракеты.
ИА «Рёнхап» со ссылкой на военных страны сообщило, что северокорейская ракета, запущенная 11 января, действительно смогла развить скорость в 10 Махов и пролететь тысячу километров, а её характеристики, в том числе манёвренность, были значительно улучшены по сравнению с ракетой, запущенной 5 января и пролетевшей около 700 км со скоростью в 6 Махов. 

11 января была запущена баллистическая ракета средней дальности, она пролетела 800 километров с максимальной высотой 2 (60?) км и упала за пределами исключительной зоны Японии, её максимальная скорость составила 10 (16?) чисел Маха, как сообщило агентство «Рёнхап» со ссылкой на источники, знакомые с ситуацией; предположительно, речь идёт о ракете «Хвасон-12», которую власти КНДР также испытывали в 2017 году.

14 января 2024 — ЦТАК сообщило, что главное управление ракетостроения КНДР осуществило успешный испытательный запуск твердотопливной баллистической ракеты средне-дальнего радиуса действия, обладающей гиперзвуковой маневрирующей управляемой боеголовкой.
2 апреля успешно (по сообщению ЦТАК) была испытана новая ракета средней дальности «Хвасонпхо-16Б» с «боеголовкой гиперзвукового планирующего полета»; в Сеуле сообщили, что ракета пролетела около 600 км и упала в Японское море.

### Иран
Свою первую гиперзвуковую баллистическую ракету «Фаттах» (перс. «Завоеватель») Иран разработал в ноябре 2022 года и представили её в июне 2023 на выставке вооружения в Иране; заявлено, что она имеет дальность 1,4 тысячи километров летит со скоростью 15 Мах; оснащена ракетными двигателями для обеспечения начального разгона и турбореактивными для управления движением.

В ноябре 2023 года Воздушно-космические силы КСИР представили крылатую ракету «Фаттах 2» с отделяемым от ракеты гиперзвуковым планирующим блоком с прямоточным воздушно-реактивным двигателем и способную маневрировать на высоких скоростях, уклоняясь от систем противовоздушной обороны.
 

Йеменские хуситы (движение «Ансар Аллах»): в марте 2024 провели успешное испытание гиперзвуковой ракеты, способной развивать скорость до 10 тыс. км/ч; её хуситы планируют использовать для атак в Красном море и против целей в Израиле.
Как сообщается, гиперзвуковые ракеты (в числе прочих) были применены Ираном при «ударе возмездия» по Израилю 13 апреля 2024 г.

### Франция
С начала 2010-х годов французская MBDA разрабатывает гиперзвуковую ракету ASN4G. Она должна развивать скорость до 8 Махов и преодолевать все перспективные системы ПРО противника, которые могут появиться в ближайшие 25—50 лет.

### Австралия
В начале декабря 2020 года стало известно, что США и Австралия подписали соглашение о совместной разработке гиперзвуковой ракеты с воздушно-реактивным двигателем. Разработка ракеты будет осуществляться в рамках SCIFiRE (Southern Cross Integrated Flight Research Experiment). В рамках этого проекта планируется спроектировать гиперзвуковую ракету с воздушно-реактивным двигателем, собрать несколько её полноразмерных прототипов и провести их лётные испытания.
При этом будут использованы разработки, полученные австралийскими специалистами в рамках программы HIFiRE: ракета, разработанная по этому проекту, является двухступенчатой; вторая ступень с боеголовкой оснащена гиперзвуковым прямоточным воздушно-реактивным двигателем; в ходе нескольких испытательных пусков боеприпас показал возможность стабильного полёта со скоростью около 7,5 Маха.

### Япония
В начале 2022 года стало известно, что в ответ на разработку гиперзвукового оружия в КНР, КНДР и РФ японские военные намерены разрабатывать системы защиты на основе электромагнитных пушек типа «рельсотрон». Первый прототип планируется создать к середине 2020-х годов, к 2030 году должны стать частью системы противоракетной обороны страны.